# 赵友培
赵友培（1913年—1999年1月8日），江苏扬中人，中华民国文学评论家。
早年担任《扬中民报》社长、《市民周报》发行人，重庆市立图书馆馆长等职。第二次国共内战时期，任中央文运会南京文化特派员、江苏省参议员。1949年前往台湾。1950年，与张道藩等组织中国文艺协会，创办《中国语文》月刊。著有《三民主义文艺创作论》、《文艺论衡》、《国家基本结构研究》等。
校歌作品有：
- 新北市板橋區埔墘國民小學校歌
- 臺北市立建國高級中學校歌
- 臺北市私立華興高級中學校歌
- 國立斗六高級中學校歌
- 臺北市立金華國民中學校歌